# Armin Distler
Armin Distler (* 8. Januar 1935; † 15. Februar 2025) war ein deutscher Arzt mit den Fachgebieten Innere Medizin, Angiologie, Nephrologie und Kardiologie.

## Leben
Von 1971 bis 1982 war Distler Professor für Innere Medizin der Universität Mainz, danach langjähriger Direktor der Medizinischen Klinik IV (Endokrinologie und Nephrologie) des Universitätsklinikums Benjamin Franklin der Freien Universität Berlin. Am 30. Juni 2000 trat er in den Ruhestand.

## Schriften
- Klinisch-experimentelle Untersuchungen zur pressorischen Wirkung von Angiotensin, Tyramin und Noradrenalin bei verschiedenen Hochdruckformen. 1969.
- Experimentalpsychologische Methoden zur Erfassung auch schwächerer psychotroper Reaktionen: Testpsychol. Untersuchungen mit Persantin (R). 1962.
- Arterielle Hypertonie, Basisdiagnostik und Therapie. 1976.
- Diuretika: Prinzipien der klinischen Anwendung. 1986.